# 義務教育費国庫負担
義務教育費国庫負担（ぎむきょういくひこっこふたん）とは、日本の教育において、義務教育諸学校の設置者である地方公共団体に対し、教育の機会均等を図る目的から、国が義務教育諸経費の一部を負担することをいう。

## 義務教育諸学校
日本国憲法第26条は無償による義務教育の実施を定めており、義務教育費国庫負担制度は、国民のすべてに対しその妥当な規模と内容とを保障するため、国が必要な経費を負担することにより、教育の機会均等とその水準の維持向上とを図ることを目的としている。
国庫負担の対象となる義務教育諸学校とは、学校教育法に規定する小学校、中学校、中等教育学校の前期課程並びに特別支援学校（盲学校・聾学校・養護学校）の小学部及び中学部をいう。市町村（東京都特別区を含む）は、その区域内にある学齢児童及び学齢生徒を就学させるに必要な小学校及び中学校を設置する義務があり（学校教育法第38条、第49条）、都道府県は、その区域内にある学齢児童及び学齢生徒のうち、視覚障害者、聴覚障害者、知的障害者、身体障害者等を就学させるに必要な特別支援学校を設置する義務を有する（同法第80条）。
また、本来は市町村が市町村立学校の教職員の給与費を負担すべきところ、優秀な教職員の安定的な確保と、広域人事による適正な教職員配置のため、都道府県が基本的に全額を負担している（市町村立学校職員給与負担法第1条）。

## 国庫負担の概要

### 教職員の給与等に要する経費の国庫負担
義務教育諸学校に要する経費のうち、教職員（校長、教頭、教諭、養護教諭、栄養教諭、助教諭、養護助教諭、寄宿舎指導員、講師、学校栄養職員、事務職員）の給与及び報酬等に要する経費について、国は、毎年度各都道府県ごとに、その実支出額の1/3を負担する（義務教育費国庫負担法第2条）。
なお、2/3の経費については都道府県が自己財源からこれを負担することになるが、当該経費については地方交付税によって財源保障がなされている。

### 義務教育諸学校等の施設費の国庫負担
公立の小・中学校における教室の不足を解消するための校舎の新築又は増築や、屋内運動場の新築又は増築に要する経費などについて、国はその1/2を負担する（義務教育諸学校等の施設費の国庫負担等に関する法律第3条）。

### 教科用図書の無償給付
義務教育諸学校の児童及び生徒が各学年の課程において使用する教科用図書は、国が一定の手続きで採択されたものを購入し、義務教育諸学校の設置者に無償で給付する（義務教育諸学校の教科用図書の無償措置に関する法律第3条）。

## 三位一体の改革と義務教育費国庫負担制度
小泉政権下で推進された三位一体の改革においては、国庫負担金の中でももっとも金額の大きい義務教育費国庫負担制度の存廃が大きな問題となった。
2005年（平成17年）には中央教育審議会（中教審）で議論が行われ、議論は、国庫負担制度の堅持を主張する者、財源を地方に移譲した上での一般財源化を主張する者、中立の者にわかれた。とりわけ、地方六団体から推薦された委員は、審議の最後まで、国庫負担金を一般財源化すべきと主張したが、ほかの委員の理解を得るに至らなかった。国庫負担制度の維持を主張する側は、財源が地方に移譲された上で一般財源化された場合、それまで義務教育費に用いられていた財源がそれ以外の用途に転用される可能性があり、結果的に教育費の縮小を招き、義務教育の地域格差が発生するおそれがあると指摘した。一方、財源の地方移譲を主張する側は、「財源が自前のものになれば、地方自治体の当事者意識が高まり、意欲的に教育改革に取り組む姿勢が芽生える」との論を展開した。これに対しては文部科学省から、現状でも教員配置や学級編成、教員加配などの詳細は大半が都道府県の裁量に任されており、制度を変える必要性が無いとの反論がなされた。中教審は平成17年10月26日の総会で「新しい時代の義務教育を創造する（答申）」を決定。「現行の負担率1/2の国庫負担制度は優れた保障方法であり、今後も維持されるべきである。その上で、地方の裁量を拡大するための総額裁量制の一層の改善を求めたい」と結論づけた。
最終的に、同制度は廃止ではなく、国庫負担率の引き下げ（1/2→1/3）で決着した。

## 注
1. ↑  藤田英典『義務教育を問いなおす』筑摩書房、2005年
2. ↑  中教審議事録